# Carlos Septién
Carlos Septién González (18 de enero de 1923-1978) fue un futbolista mexicano. Durante la Copa Mundial de Fútbol de 1950 jugó contra Brasil y Yugoslavia. Jugó durante las Eliminatorias para la Copa Mundial de la FIFA en los partidos contra Estados Unidos (1–3), (0–6) y (0–4), contra Haití (0–4) y contra Cuba (0-3), marcando dos goles.

## Participaciones en Copas del Mundo
| Mundial                        | Sede   | Resultado    |
| ------------------------------ | ------ | ------------ |
| Copa Mundial de Fútbol de 1950 | Brasil | Primera Fase |
| Copa Mundial de Fútbol de 1954 | Suiza  | Primera Fase |

## Clubes
| Club                | País   | Año       |
| ------------------- | ------ | --------- |
| Real Club España    | México | 1942-1950 |
| C. F. Atlante       | México | 1950-1951 |
| C. D. Tampico A. C. | México | 1951-1954 |